# OR6C75
OR6C75 (англ. Olfactory receptor family 6 subfamily C member 75) – білок, який кодується однойменним геном, розташованим у людей на короткому плечі 12-ї хромосоми. Довжина поліпептидного ланцюга білка становить 312 амінокислот, а молекулярна маса — 35 372.
| 10         |  | 20         |  | 30         |  | 40         |  | 50         |
| ---------- |  | ---------- |  | ---------- |  | ---------- |  | ---------- |
| MRNSTAVTDF |  | ILLGLTSDPQ |  | WQVVLFIFLL |  | VTYMLSVTGN |  | LIIITLTLSD |
| PHLQTPMYFF |  | LRNFSFLEIS |  | FTSVCIPRFL |  | VTVVTGNRTI |  | SYNGCVAQLF |
| FFIFLGVTEF |  | YLLAAMSYDR |  | CMAICKPLHY |  | TIIMSTRVCT |  | LLVFSSWLAG |
| FLIIFPPVML |  | LLQLDFCASN |  | VIDHFICDSS |  | PMLQLSCTNT |  | HFLELMAFFL |
| AVVTLMVTLT |  | LVILSYTNII |  | RTILKIPSMS |  | QRKKAFSTCS |  | SHMIVVSISY |
| SSCIFMYIKT |  | SARERVTLSK |  | GVAVLNTSVA |  | PLLNPFIYTL |  | RNKQVKQAFK |
| SMVQKMIFSL |  | NK         |  |            |  |            |  |            |

A: Аланін

C: Цистеїн

D: Аспарагінова кислота

E: Глутамінова кислота

F: Фенілаланін

G: Гліцин

H: Гістидин

I: Ізолейцин

K: Лізин

L: Лейцин

M: Метіонін

N: Аспарагін

P: Пролін

Q: Глутамін

R: Аргінін

S: Серин

T: Треонін

V: Валін

W: Триптофан

Кодований геном білок за функціями належить до рецепторів, g-білокспряжених рецепторів, білків внутрішньоклітинного сигналінгу. 
Локалізований у клітинній мембрані, мембрані.